# Lembá
Lembá ist ein Distrikt von São Tomé und Príncipe und liegt auf der Insel São Tomé.

## Geographie
Lembá grenzt im Nordosten an Lobata, im Osten an Mé-Zóchi und im Südosten an Caué. Der Distrikt hatte 2012 14.652 Einwohner und ist mit einer Fläche von 229 km² der zweitgrößte der sieben Distrikte. Die Hauptstadt ist Neves an der Westküste von São Tomé mit rund 10.000 Einwohnern (2012); ein weiterer Ort ist Santa Catarina. In Lembá befindet sich auch der höchste são-toméische Berg, der 2.024 hohe Pico de São Tomé.

## Bevölkerungsentwicklung
- 1940 06.885 Einwohner (11,4 % der Gesamtbevölkerung)
- 1950 06.196 Einwohner (10,3 %)
- 1960 06.196 Einwohner (9,7 %)
- 1970 06.206 Einwohner (8,4 %)
- 1981 07.905 Einwohner (8,2 %)
- 1991 09.016 Einwohner (7,7 %)
- 2001 10.696 Einwohner (7,8 %)
- 2012 14.652 Einwohner (8,2 %)